# Sénat Voscherau III
Le sénat Voscherau III (Senat Voscherau III) était le gouvernement de la ville libre et hanséatique de Hambourg du 15 décembre 1993 au 12 novembre 1997, durant la 15e législature du Bürgerschaft. Dirigé par le premier bourgmestre social-démocrate Henning Voscherau, il était soutenu par une coalition entre le Parti social-démocrate d'Allemagne (SPD) et le STATT Partei, qui n'avait nommé que des sénateurs indépendants.
Il fut formé à la suite des élections régionales anticipées du 19 septembre 1993, au cours desquelles le SPD a perdu sa majorité absolue obtenue en 1991, et succédait au sénat Voscherau II, constitué du seul SPD. 
Le STATT Partei n'ayant pu continuer de siéger au Bürgerschaft à la suite des élections régionales 21 septembre 1997, Voscherau fut remplacé par le sénateur pour les Finances, Ortwin Runde, qui forma le sénat Runde, soutenu par une coalition rouge-verte.

## Composition
| Portefeuille                                                                 | Nom                                             | Nom                                   | Parti |
| ---------------------------------------------------------------------------- | ----------------------------------------------- | ------------------------------------- | ----- |
| Premier bourgmestre                                                          |                                                 | Henning Voscherau                     | SPD   |
| Sénateur pour l'Économie, les Transports et l'Agriculture Second bourgmestre |                                                 | Erhard Rittershaus                    | Sans  |
| Sénateur pour le Développement urbain                                        |                                                 | Thomas Mirow                          | SPD   |
| Sénateur pour l'Intérieur                                                    |                                                 | Werner Hackmann (jusqu'au 12.09.1994) | SPD   |
| Sénateur pour l'Intérieur                                                    | Hartmuth Wrocklage (à partir du 21.09.1994)     |                                       | SPD   |
| Sénateur pour les Finances                                                   |                                                 | Ortwin Runde                          | SPD   |
| Sénatrice pour l'Éducation, la Jeunesse et la Formation professionnelle      |                                                 | Rosemarie Raab                        | SPD   |
| Sénateur pour la Science et la Recherche                                     |                                                 | Leonhard Hajen                        | SPD   |
| Sénatrice pour le Travail, la Santé et les Affaires sociales                 |                                                 | Helgrit Fischer-Menzel                | SPD   |
| Sénateur pour les Travaux publics                                            |                                                 | Eugen Wagner                          | SPD   |
| Sénateur pour l'Environnement                                                |                                                 | Fritz Vahrenholt                      | SPD   |
| Sénateur pour la Justice                                                     |                                                 | Klaus Hardraht (jusqu'au 31.08.2005)  | Sans  |
| Sénateur pour la Justice                                                     | Wolfgang Hoffmann-Riem (à partir du 20.09.2005) |                                       | Sans  |
| Sénatrice pour la Culture                                                    |                                                 | Christina Weiss                       | Sans  |